# فلور آمارگو
اما مایت کاربالو هرناندز، معروف به فلور آمارگو، (زاده ۲۵ فوریه ۱۹۸۸) یک خواننده مکزیکی، نوازنده چند ساز و آهنگساز غیر باینری است. او کار خود را با اجرا در خیابان‌های مکزیکوسیتی آغاز کرد که باعث شد در اینترنت به دلیل استعداد و کاریزمای خود شناخته شوند. آمارگو نام ژانر موسیقی خود را پاپ کاتارتیک که ترکیبی از موسیقی پاپ، موسیقی محلی، کامبیا مکزیکی و پیانو بود گذاشت. فلور آمارگو در کنسرواتوریو ملی موسیقی مکزیکوسیتی پیانو کلاسیک خواند و سپس در ایتالیا به تحصیل موسیقی پرداخت.

### آلبوم‌ها
- کاروسل (۲۰۱۰)
- آینه کریستال (۲۰۱۶)
- ما همه فلور آمارگو هستیم (۲۰۱۷)
- بدون آرایش (۲۰۱۹)
- توننجین(۲۰۲۱)